# 꽃보다 처녀귀신
"꽃보다 처녀귀신"은 한국에서 제작된 최영민 감독의 2014년 영화이다. 안재민 등이 주연으로 출연하였다.

## 출연
- 안재민 : 영웅 역
- 맹승지 : 소현 역
- 김성은 : 연희 역
- 장혁진 : 홍두문 역
- 김미림 : 명월 역
- 최다연 : 바니 역
- 손진환 : 사장 역
- 한상민 : 박과장 역
- 안민영 : 마담 역
- 문호진 : 문대리 역
- 송영훈 : 진우 역
- 김효진 : 아줌마1 역
- 류지연 : 아줌마2 역
- 홍부향 : 중년여인 역
- 이한범 : 남편1 역
- 신승환 : 남편2 역
- 장원철 : 와이어귀신 역
- 에이미 : 숲속귀신 역
- 박민규 : 부하1 역
- 권영기 : 부하2 역
- 김영인 : 사무실 동료 역
- 유재훈 : 사무실 동료 역
- 김기수 : 사무실 동료 역
- 홍대성 : 사무실 동료 역
- 강혜민 : 술집아가씨1 역
- 이선민 : 술집아가씨2 역
- 마샤 일어나 : 술집아가씨3 역
- 김대홍 : 술집웨이터1 역
- 손지훈 : 술집웨이터2 역
- 이정민 : 뚱귀신 역
- 김나래 : 여대생 역
- 박승찬 : 닭갈비 손님 역
- 이지은 : 닭갈비 손님 역
- 이돌 : 닭갈비 손님 역
- 김숙인 : 닭갈비 손님 역
- 안민영 : 닭갈비 손님 역
- 안승희 : 닭갈비 손님 역
- 홍대성 : 닭갈비 손님 역
- 조완기 : 닭갈비 손님 역
- 오은수 : 닭갈비 손님 역
- 이현종 : 닭갈비 손님 역
- 이정원 : 닭갈비 손님 역
- 임유하 : 닭갈비 손님 역
- 김수미 : 닭갈비 손님 역
- 김민주 : 닭갈비 손님 역
- 우경희 : 닭갈비 손님 역
- 박황춘 : 닭갈비 손님 역
- 양가희 : 닭갈비 손님 역
- 장이슬 : 닭갈비 손님 역
- 이정원 : 닭갈비 손님 역
- 임유하 : 닭갈비 손님 역
- 조성우 : 닭갈비 사장 역
- 조민수 : 닭갈비 직원 역
- 오아름 : 몽당카페 손님 역
- 이현복 : 몽당카페 손님 역
- 송성호 : 몽당카페 손님 역
- 최예지 : 몽당카페 손님 역
- 박세영 : 몽당카페 손님 역
- 하혜정 : 몽당카페 손님 역
- 구본환 : 가비카페 알바 역
- 김지민 : 가비카페 손님 역
- 이정민 : 술집손님 역
- 최경택 : 술집손님 역
- 노희진 : 조교귀신 역
- 한규남 : 악마 (목소리) 역
- 신현경 : 박과장 부인 (목소리) 역
- 마광현 : 채무자 (목소리) 역
- 원채리 : 채무자 (목소리) 역
- 주희 : 대역 역
- 권영기 (특별출연)

## 기타
- 음향편집: 윤정화